# Pulaski County (Arkansas)
Pulaski County is een county in de Amerikaanse staat Arkansas.
De county heeft een landoppervlakte van 1.996 km² en telt 361.474 inwoners (volkstelling 2000). De hoofdplaats is Little Rock; tevens de grootste stad en hoofdstad van Arkansas.

## Bevolkingsontwikkeling

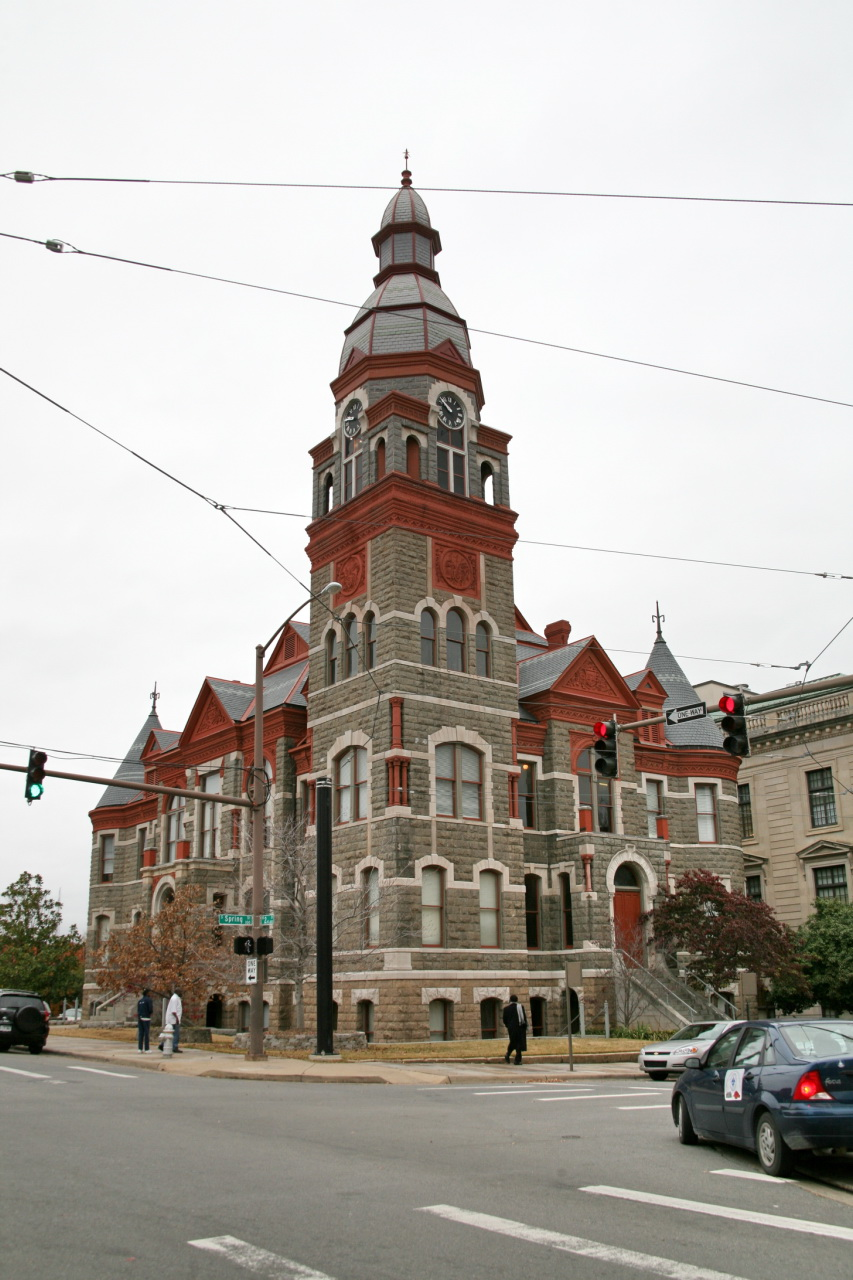
Pulaski County Courthouse